# Martin Schacher
Martin Schacher (* 1995) ist ein Schweizer Grasskiläufer. Er gehört der Juniorenmannschaft von Swiss Grasski an und nahm 2010 erstmals an FIS- und Weltcuprennen teil.

## Karriere
Nachdem Martin Schacher bereits mehrere Jahre an Wettkämpfen im Swiss-Cup teilgenommen hatte, konnte er nach Erreichen des Alterslimits in der Saison 2010 auch erstmals in FIS- und Weltcuprennen starten. Er nahm im Juni an den FIS-Rennen in Urnäsch teil, wo er sich mit Platz 20 im Riesenslalom sowie Rang 21 im Super-G und in der Super-Kombination allerdings nur im Schlussfeld klassierte. Im Juli startete er auch in den beiden Weltcuprennen in Goldingen und landete mit Platz 22 im Riesenslalom und Rang 23 in der Super-Kombination wieder nur im Schlussfeld. Im Gesamtweltcup belegte er Platz 52. In den Saisonen 2011 und 2012 nahm Schacher an keinen Wettkämpfen teil.

## Erfolge beim Weltcup
- Zwei Platzierungen unter den besten 25